# 최승운
최승운(崔乘運, 1966년 12월 23일, 강원특별자치도 화천군 간동면 용호리 ~ )은 대한민국의 제8대 강원도 화천군의원이다.

## 학력
- 유촌국민학교 졸업
- 간동중학교 졸업
- 춘천기계공업고등학교 졸업

## 경력
- 1993 화천군 의료보험조합 입사
- 2006 국민건강보험공단 화천지사 근무
- 화천군 노동자-농민 연대회의 사무국장
- 간동농협 대의원
- 유촌초등학교 운영위원
- 민주노총 강원본부 정책국장
- 민주노동당 강원도당 화천군 위원회 부위원장
- 2017 더불어민주당 입당
- 2018.07 ~ 2021.03 제8대 강원도 화천군의회 의원
- 2018.07 ~ 2020.07 제8대 강원도 화천군의회 전반기 부의장
- 2018.07 ~ 2020.07 제8대 강원도 화천군의회 전반기 예산결산특별위원회 위원
- 2018.07 ~ 2020.07 제8대 강원도 화천군의회 전반기 조례등의안심사특별위원회 위원
- 2019.05 ~ 2019.05 제8대 강원도 화천군의회 춘천-속초 동서고속화철도특별위원회 위원장
- 2020.07 ~ 2021.03 제8대 강원도 화천군의회 후반기 조례등의안심사특별위원회 위원
- 2020.07 ~ 2021.03 제8대 강원도 화천군의회 후반기 예산결산특별위원회 위원장

## 공직선거법 위반
최승운 의원은 2019년 5월 음주운전을 하다가 적발되어 재판에 넘겨져 2021년 3월 4일 대법원에서 의원직 상실형이 확정되었으나 재보궐선거시한인 3월 1일을 넘어 판결이 나와 재보궐선거를 치루지 못했다.

## 역대 선거 결과
|  | 10.75% |

|  | 17.90% |